# 대한민국 민법 제261조
대한민국 민법 제261조는 첨부로 인한 구상권에 대한 민법 물권법 소유권 조문이다. 첨부는 어떤 물건에 타인의 물건이 결합하는 것(부합, 혼화) 또는 타인의 노력이 가해지는 것(가공)을 말한다.

## 조문
제261조(첨부로 인한 구상권) 전5조의 경우에 손해를 받은 자는 부당이득에 관한 규정에 의하여 보상을 청구할 수 있다.

第261條(添附로 因한 求償權) 前5條의 境遇에 損害를 받은 者는 不當利得에 關한 規定에 依하여 補償을 請求할 수 있다.

## 비교 조문
신탁법 제24조

## 판례
- 중단된 건물 신축 공사를 제3자가 이어받아 진행하여 건물의 소유권을 원시취득한 경우, 애초의 신축 중 건물에 대한 소유권을 상실한 자가 원시취득자에 대하여 그 보상을 청구할 수 있다[1]

## 참고 문헌
- 김규완. "첨부와 보상 - 민법 제261조의 적용, 준용과 배제 -." 고려법학 -.104 (2022): 275-304.
- 오현수, 일본민법, 진원사, 2014. ISBN 978-89-6346-345-2
- 오세경, 대법전, 법전출판사, 2014 ISBN 978-89-262-1027-7
- 이준현, LOGOS 민법 조문판례집, 미래가치, 2015. ISBN 979-1-155-02086-9

## 같이 보기
- 구상권